# Monument à Marie-Thérèse

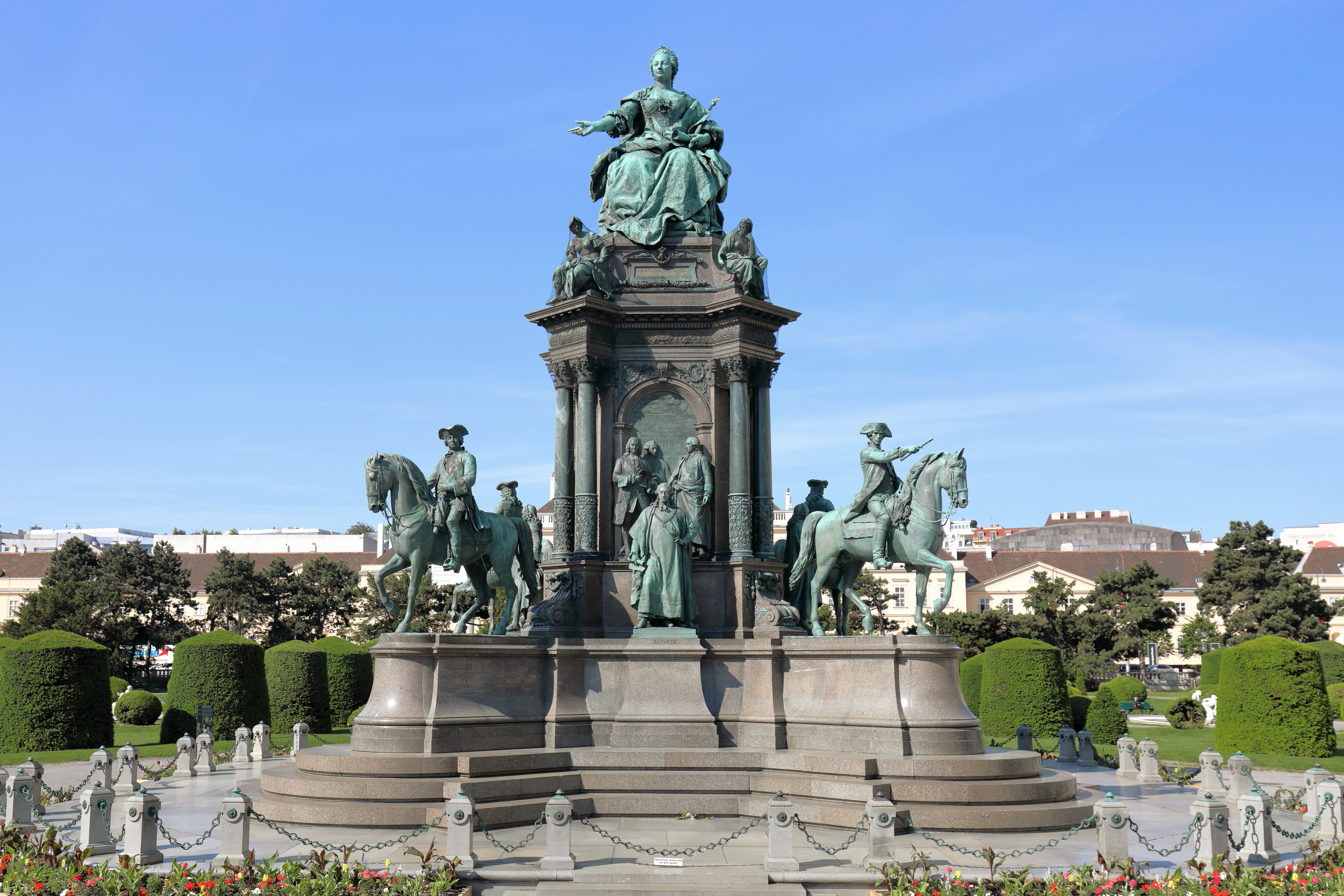
Monument à Marie-Thérèse sur la place Marie-Thérèse

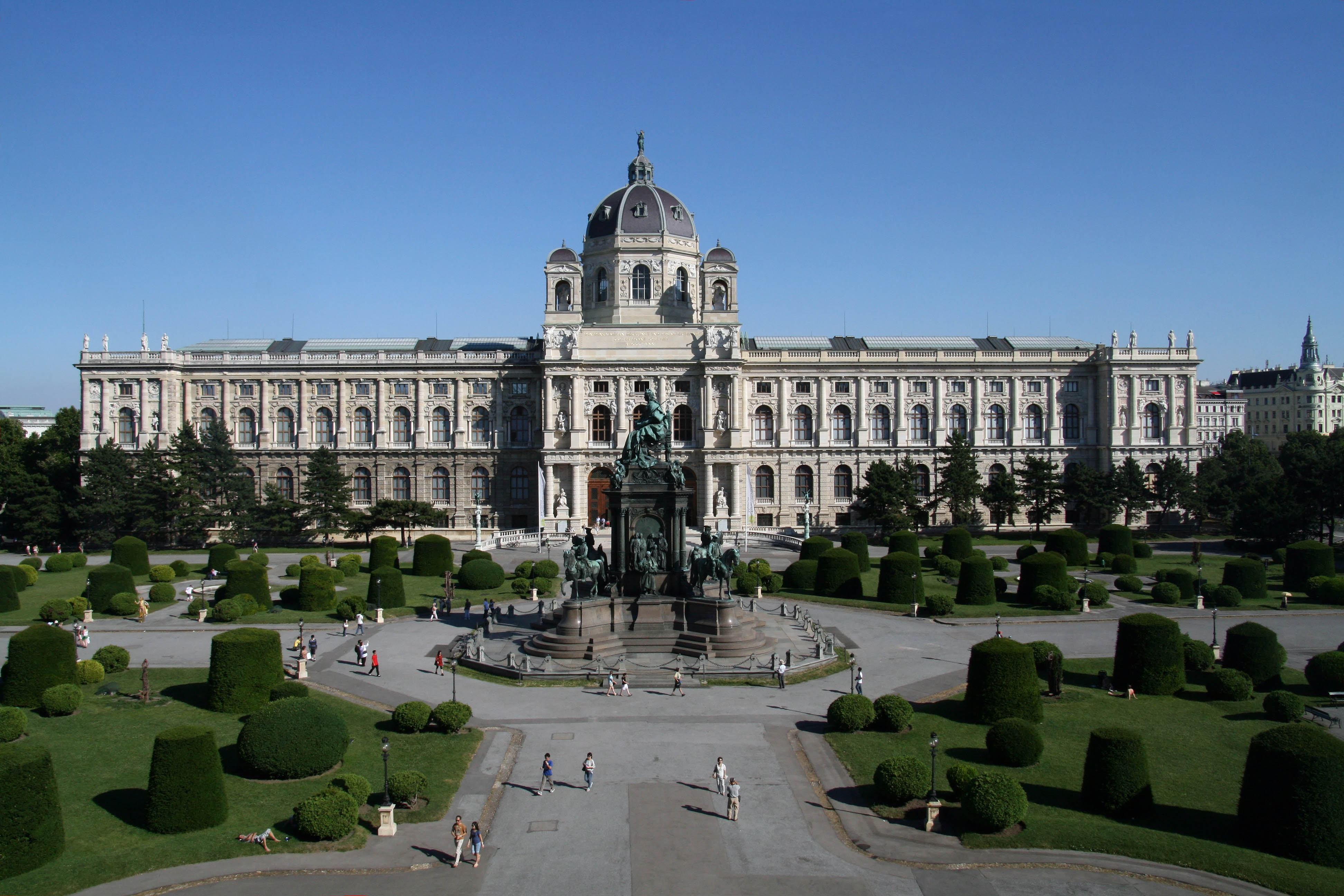
Place Marie-Thérèse

Le monument à Marie-Thérèse est un monument dédié aux dirigeants de la monarchie des Habsbourg à Vienne. Il commémore Marie-Thérèse, archiduchesse d'Autriche, épouse de l'empereur François Ier Étienne de Lorraine. Elle dirigea la monarchie des Habsbourg de 1740 à 1780. Le monument se dresse depuis 1888 sur la place Marie-Thérèse, dans le Ring de Vienne, entre les anciens musées de la cour, le Musée d'histoire de l'art, ouvert en 1891, et le Musée d'histoire naturelle, ouvert en 1889. L'ensemble monumental, accompagné des fontaines du Triton et de la Naïade, fait partie du site du patrimoine mondial du centre historique de Vienne.

## Contexte historique

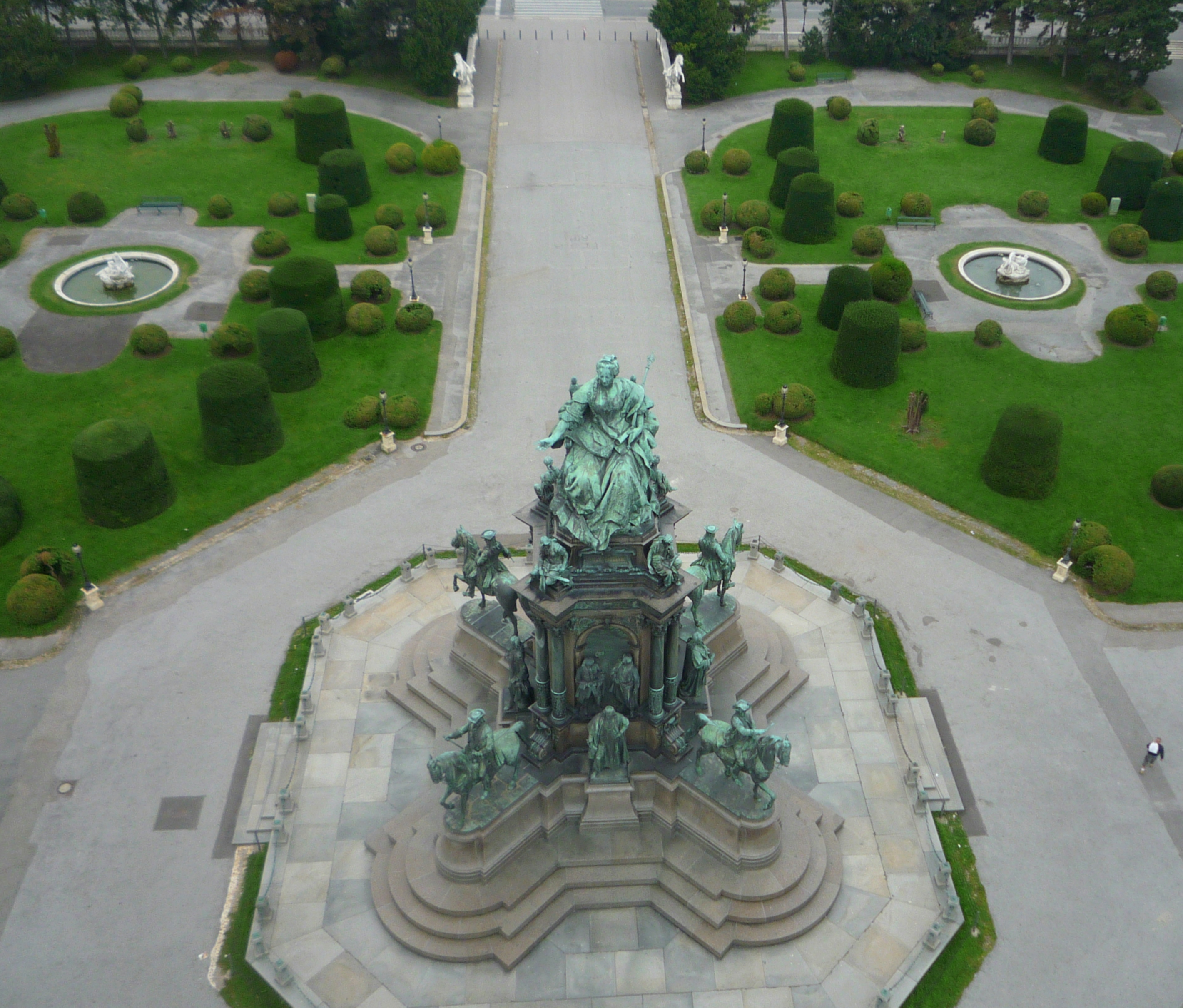
Vue d'en haut (2010)

Vers la fin du XIXe siècle, l'objectif est de contrecarrer des tendances qui érodent le pouvoir monarchique par des appels patriotiques à la splendeur et à la gloire de la double monarchie. L'occasion de le faire s'est présentée sur le nouveau Ring de Vienne autour de la vieille ville, en construction depuis 1858 et inauguré (encore inachevé) en 1865. Sur la Heldenplatz devant la Hofburg, qui jouxte la place Marie-Thérèse au centre de l'autre côté de la Ringstrasse, des monuments aux deux généraux les plus importants de la monarchie, le prince Eugène et l'archiduc Karl, sont érigés en 1860 et 1865. Pour la place Marie-Thérèse, qui était censée former avec la Heldenplatz un forum impérial, il a été possible d'ériger un monument à la mère historique du pays. Grâce à son mariage avec François Étienne de Lorraine et à son élection comme empereur, elle avait ramené l'Empire romain germanique à Vienne et assuré la pérennité de la dynastie, aujourd'hui connue sous le nom de Maison de Habsbourg-Lorraine. Elle a évoqué une époque où le développement de la monarchie ne dépendait ni de considérations de parti ni de considérations politiques nationales, mais de la sagesse de ceux qui étaient au pouvoir. Leur prestige et leur popularité devaient rayonner sur l’empire actuel.

## Le monument

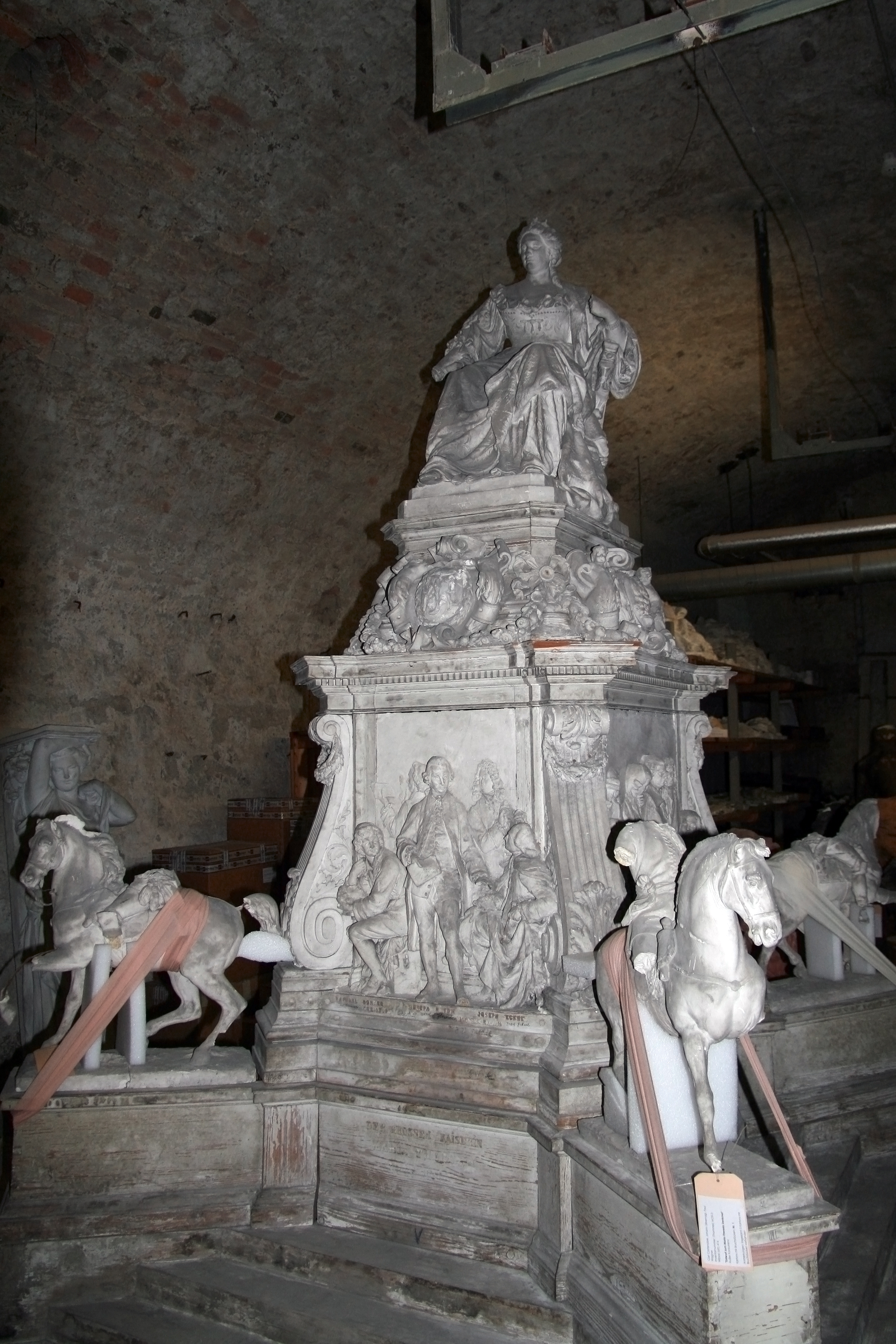
Maquette en plâtre d'une ébauche du monument

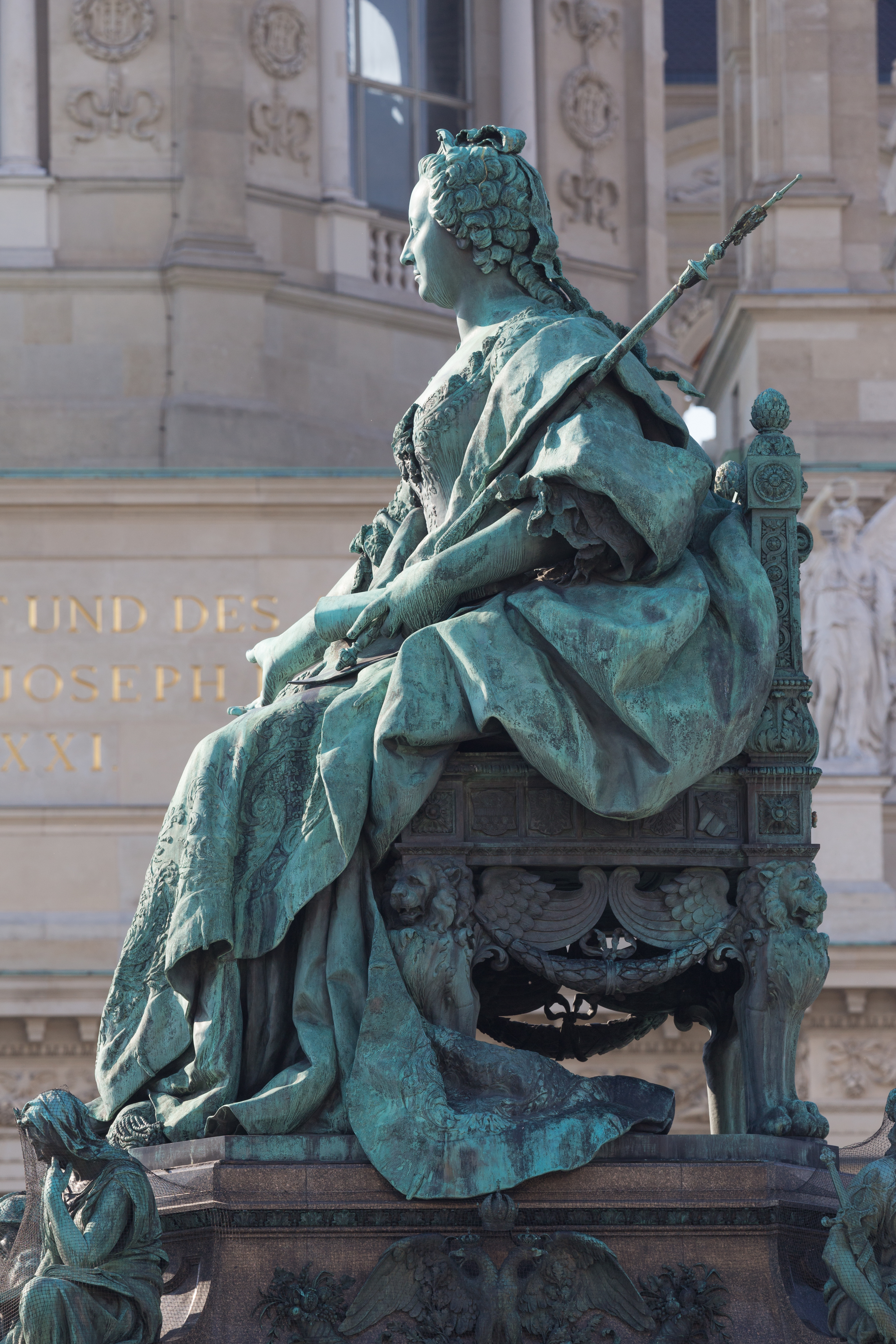
Marie-Thérèse

Les trois sculpteurs Johannes Benk, Carl Kundmann et Caspar Zumbusch ont soumis des projets pour l'exécution des sculptures en 1874. L'empereur François-Joseph Ier a choisi Zumbusch, qui a travaillé pendant environ treize ans avec son élève Anton Brenek  sur les sculptures en bronze, qui pèsent au total 44 tonnes. Carl von Hasenauer a conçu l'architecture du monument.
Y compris la base, le monument couvre une superficie de 632 m² et est de 19,36 m de haut, avec au sommet la figure assise de l'Impératrice, 6 m de haut. La base et le support de chaîne sont en granit de Mauthausen d'Enghagen en Haute-Autriche, le socle et la base sont en granit de hornblende brun de Petersburg-Jeschitz près de Pilsen en Bohême et les colonnes sont en serpentinite de Wiesen près de Vipiteno dans le Tyrol du Sud.
Le programme de contenu du monument est venu d 'Alfred von Arneth, directeur de la maison impériale, de la cour et des archives de l'État. La monarque elle-même est assise sur son trône au sommet, avec un sceptre dans la main gauche et la Sanction Pragmatique, l'État et le traité constitutionnel qui lui ont permis, en tant que femme, de régner sur les terres héréditaires des Habsbourg et en Hongrie, avec sa main droite saluant le personnes. Quatre figures féminines sont assises sur la corniche autour du trône, incarnations allégoriques des vertus cardinales de justice, de force, de douceur et de sagesse.
Sur chacun des quatre côtés de la base se trouve un champ voûté avec un relief et devant lui une statue autoportante dans un contexte thématique :
- Les conseillers de l'impératrice sont représentés par Wenzel Anton Kaunitz sous forme de statue et Johann Christoph von Bartenstein, Gundaker Thomas Graf Starhemberg et Florimond Claude von Mercy-Argenteau en relief, dont le fond montre la Gloriette dans le jardin du château de Schönbrunn.
- Friedrich Wilhelm von Haugwitz et Antal Grassalkovich I. (représente le Royaume de Hongrie), Samuel von Brukenthal (représente la Transylvanie), Paul Joseph von Riegger (scientifique, constitutionnaliste), Joseph von Sonnenfels (réformateur administratif) et Karl Anton von Martini (professeur universitaire de droit constitutionnel) dans une salle de consultation de la Hofburg.
- Pour l'armée , Josef Wenzel Ier du Liechtenstein (statue) avec Franz Moritz von Lacy, Andreas Hadik von Futak et Franz Leopold von Nádasdy se tiennent devant le château de Wiener Neustadt, où l'Académie militaire thérésienne a été fondée en 1752.
- La science et l'art sont représentés par le docteur Gerard van Swieten (statue), le numismate Joseph Hilarius Eckhel, l'historien György Pray et les compositeurs Christoph Willibald Gluck, Joseph Haydn et Wolfgang Amadeus Mozart, représentés comme un enfant, devant la vieille université.

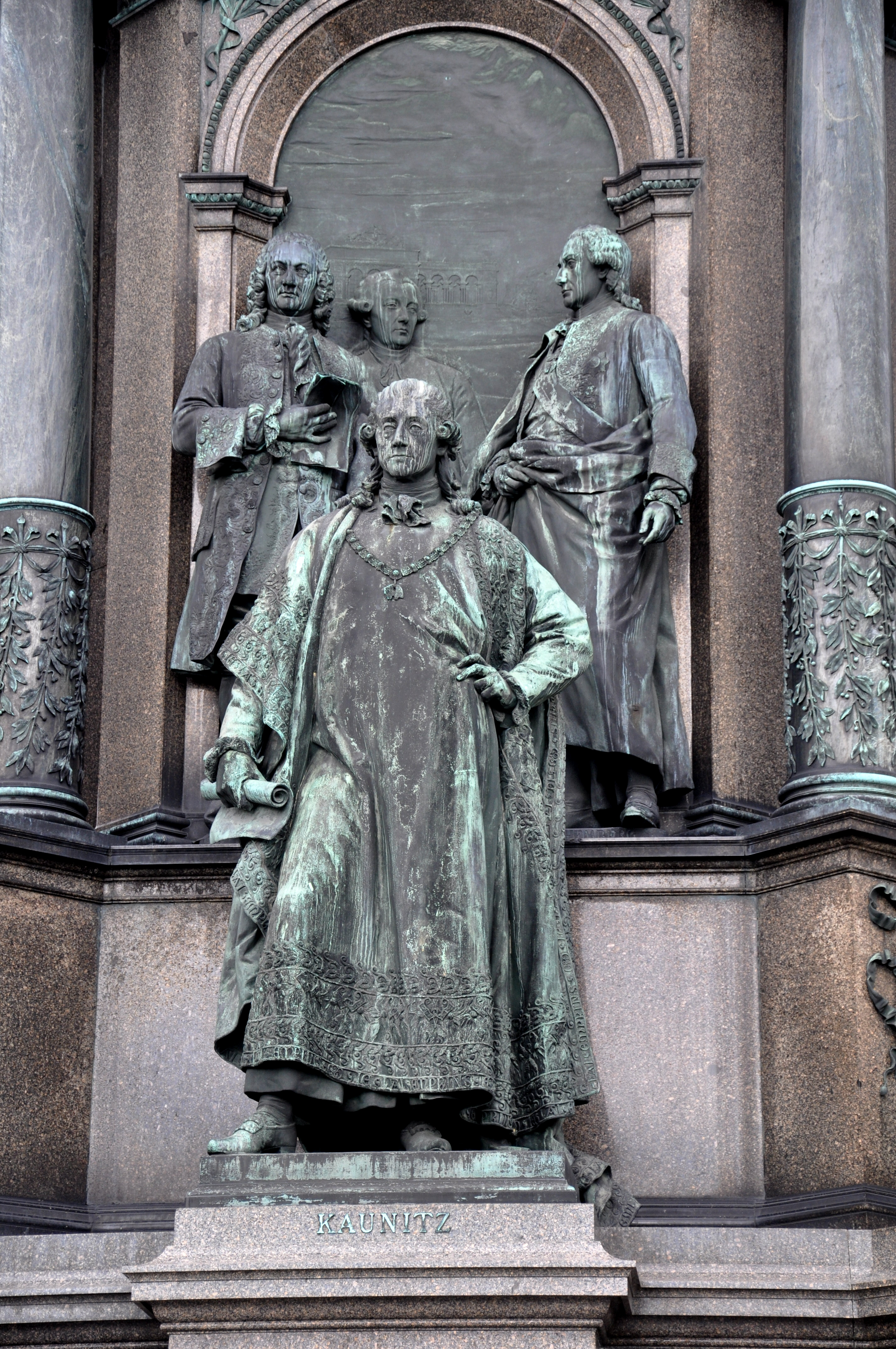
Conseiller
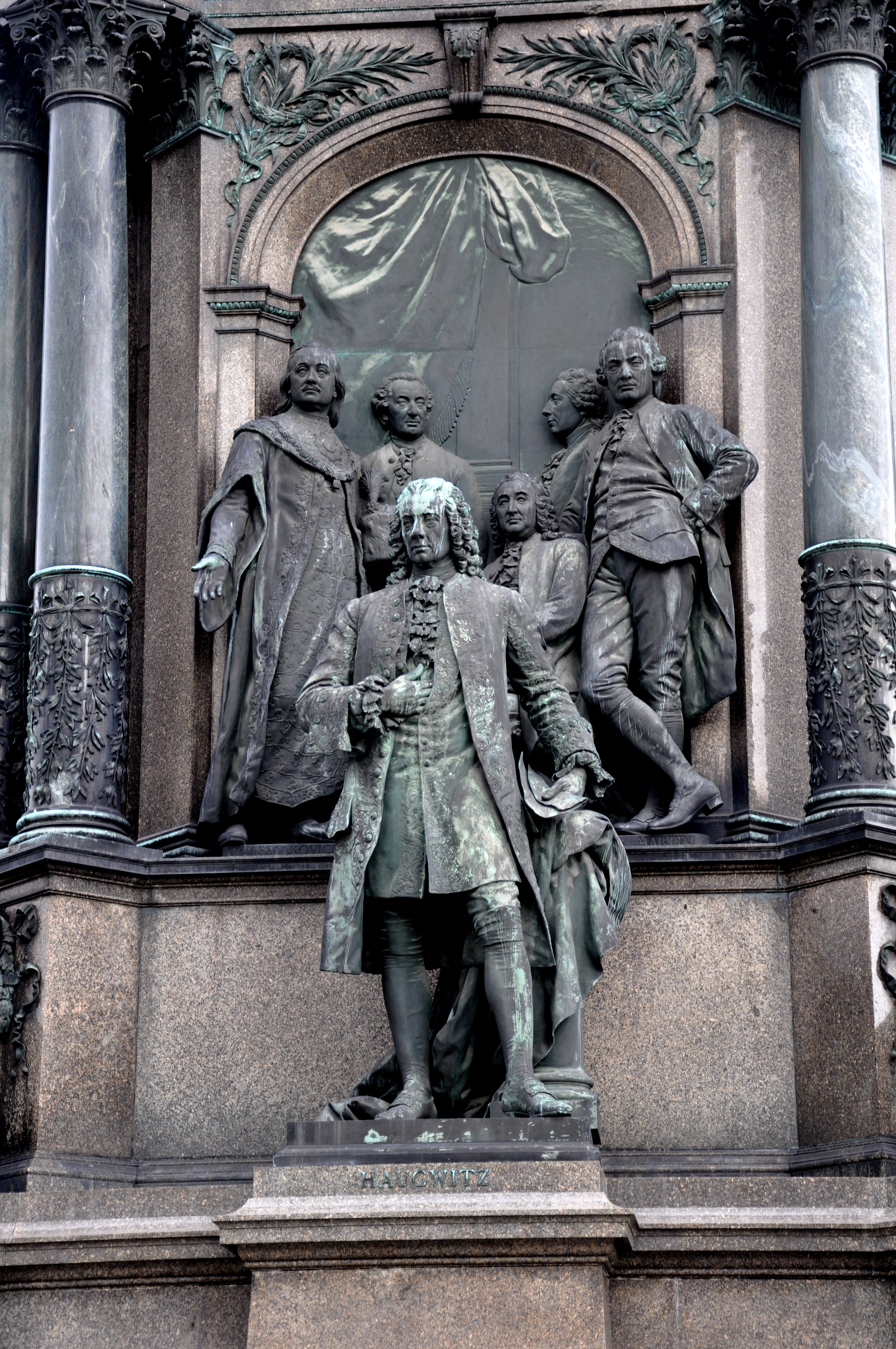
administration
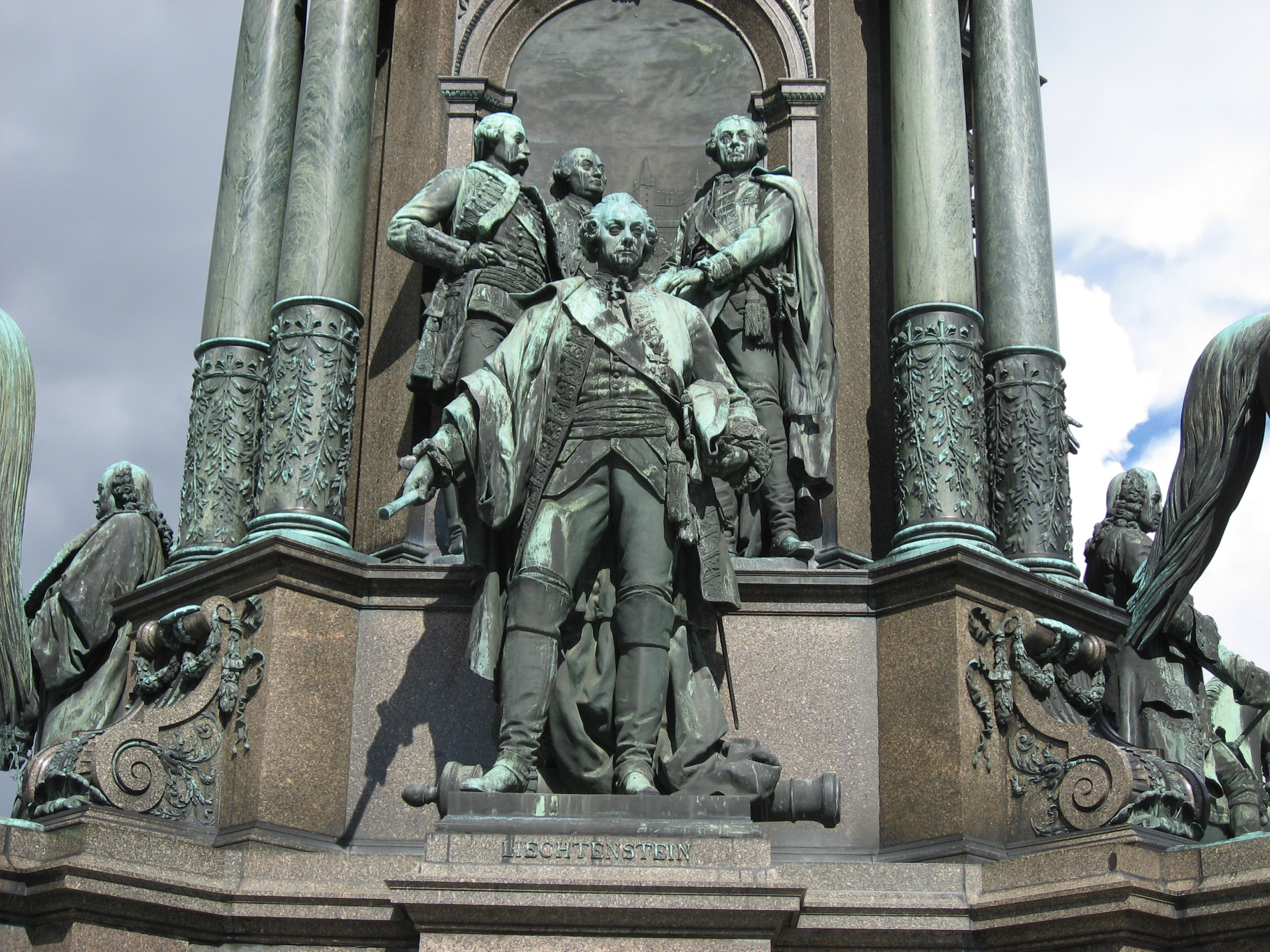
Militaire
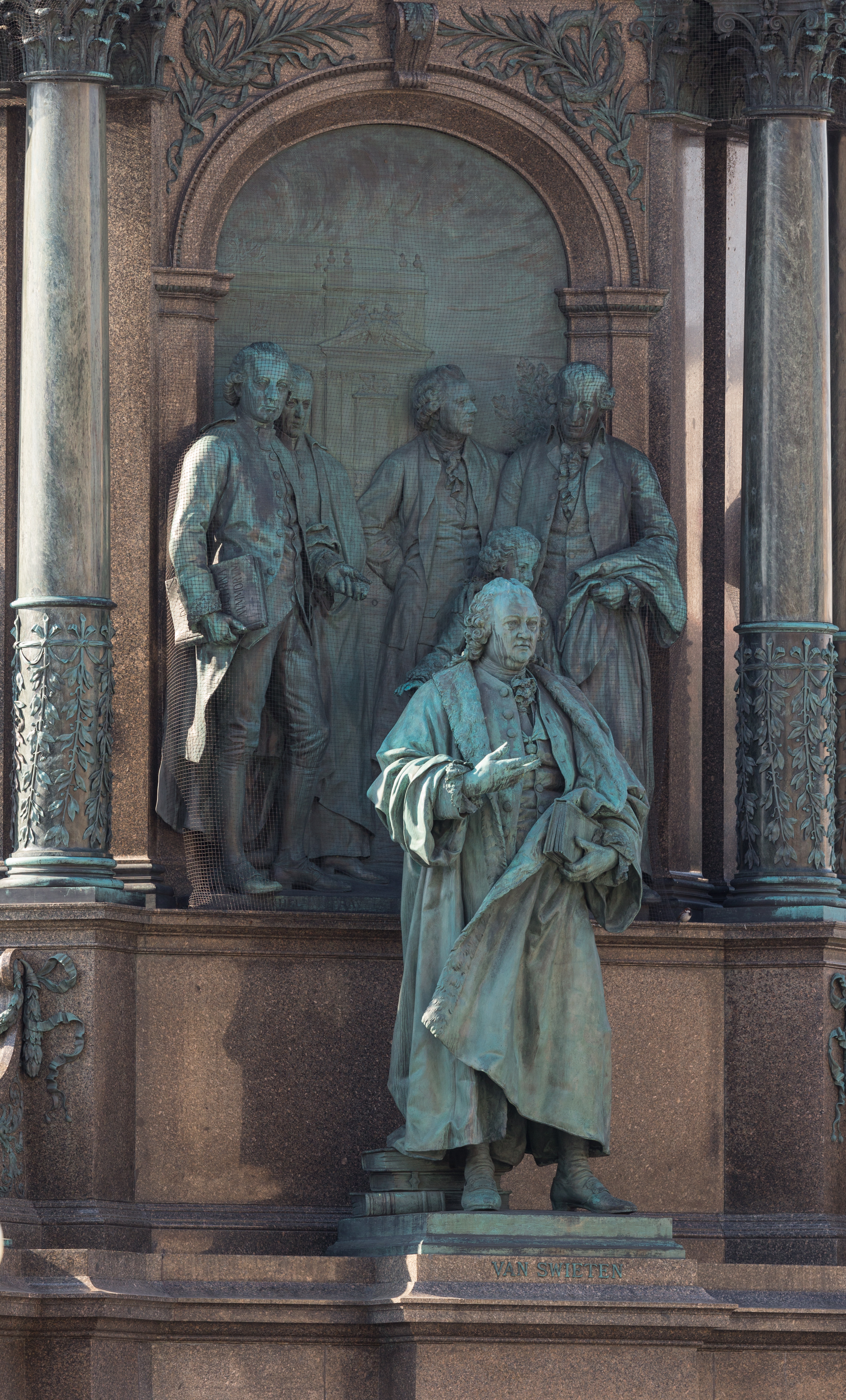
sciences et arts

Sur les axes diagonaux, des statues équestres de quatre généraux de l'époque de Marie-Thérèse entourent le monument : Léopold Joseph von Daun (1705-1766), Ludwig Andreas von Khevenhüller (1683-1744), Gideon Ernst von Laudon (1717-1790) et Otto Ferdinand von Abensperg et Traun (1677-1748).

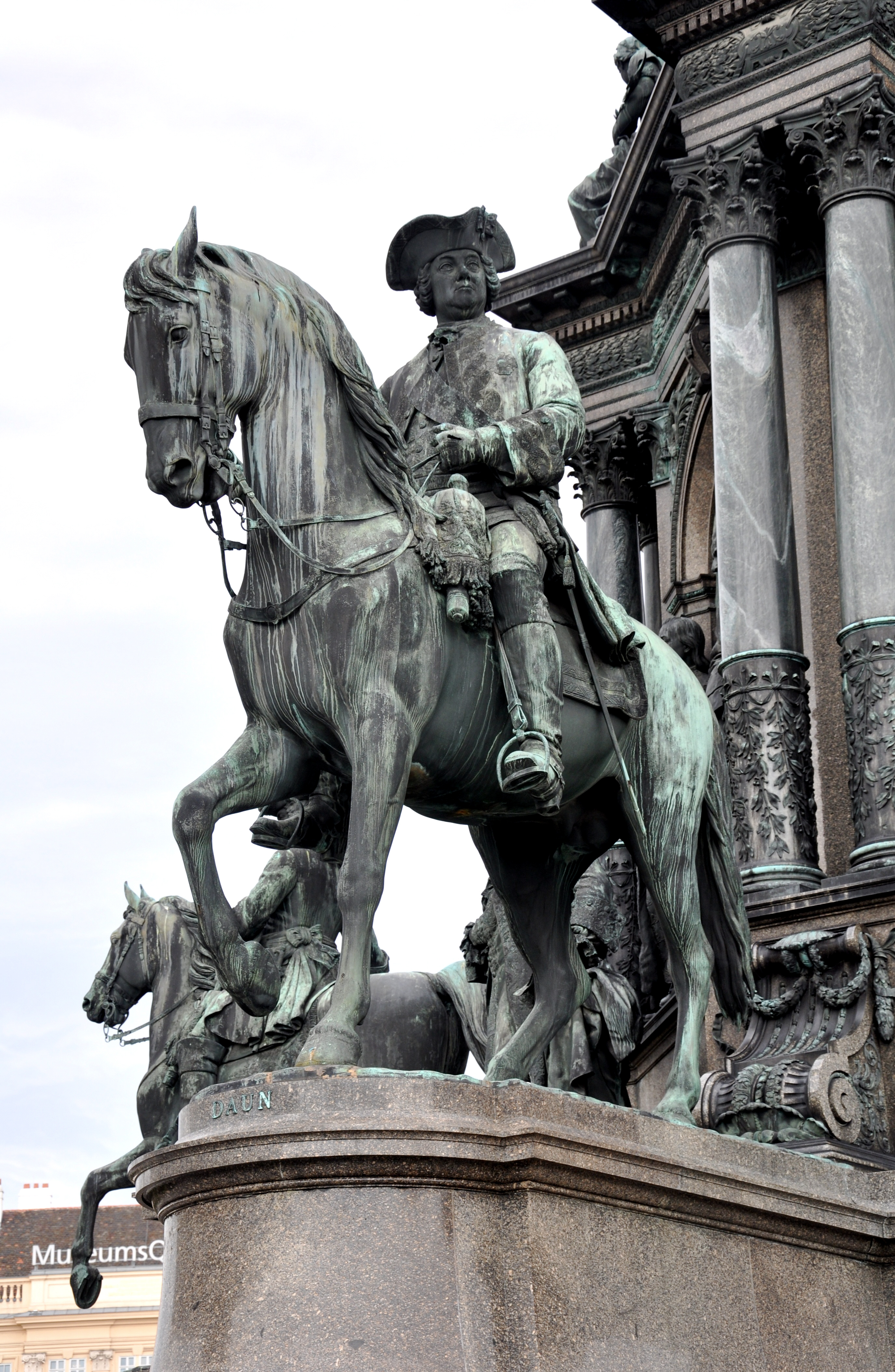
Léopold Joseph von Daun
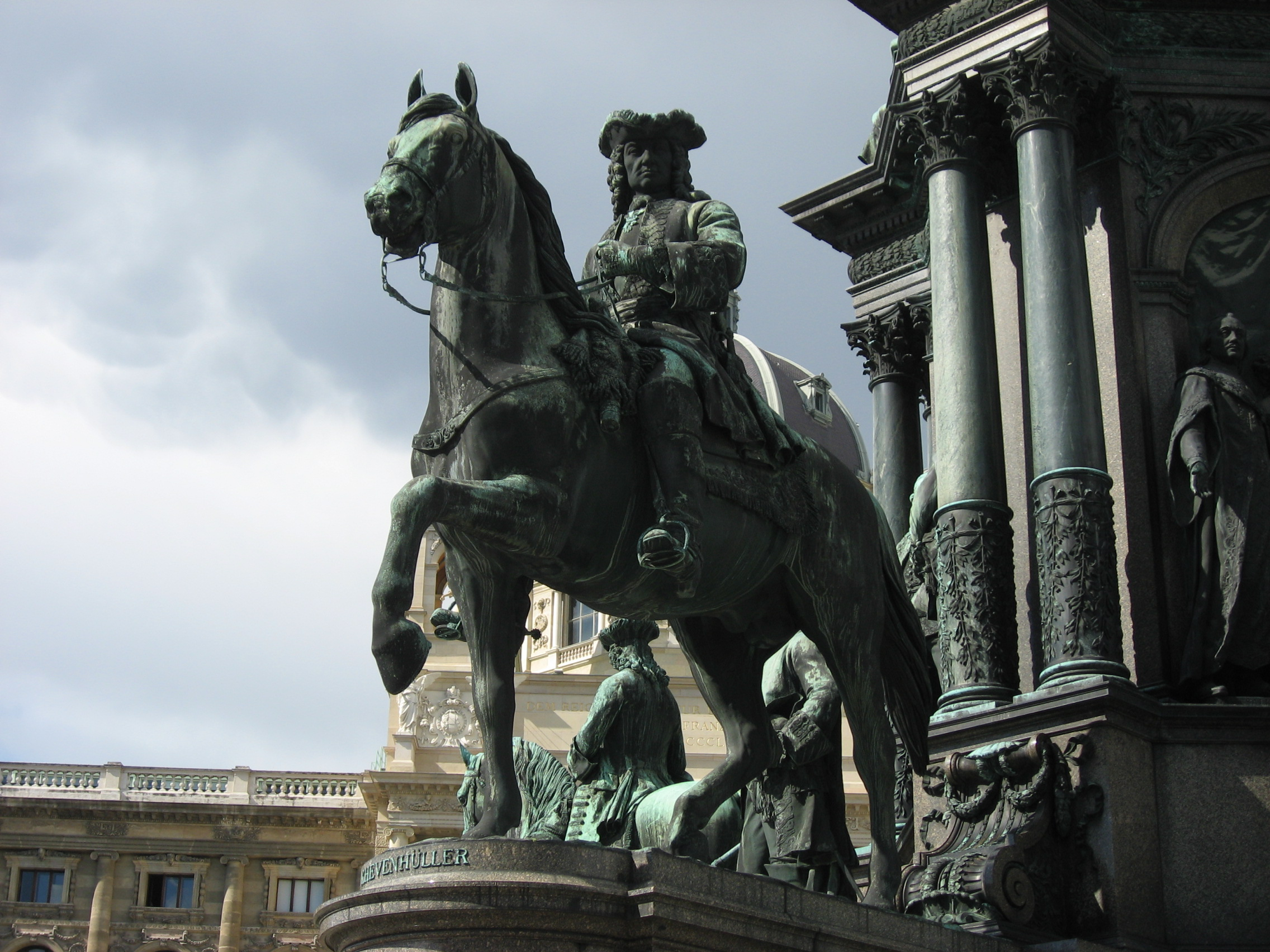
Ludwig Andreas von Khevenhüller
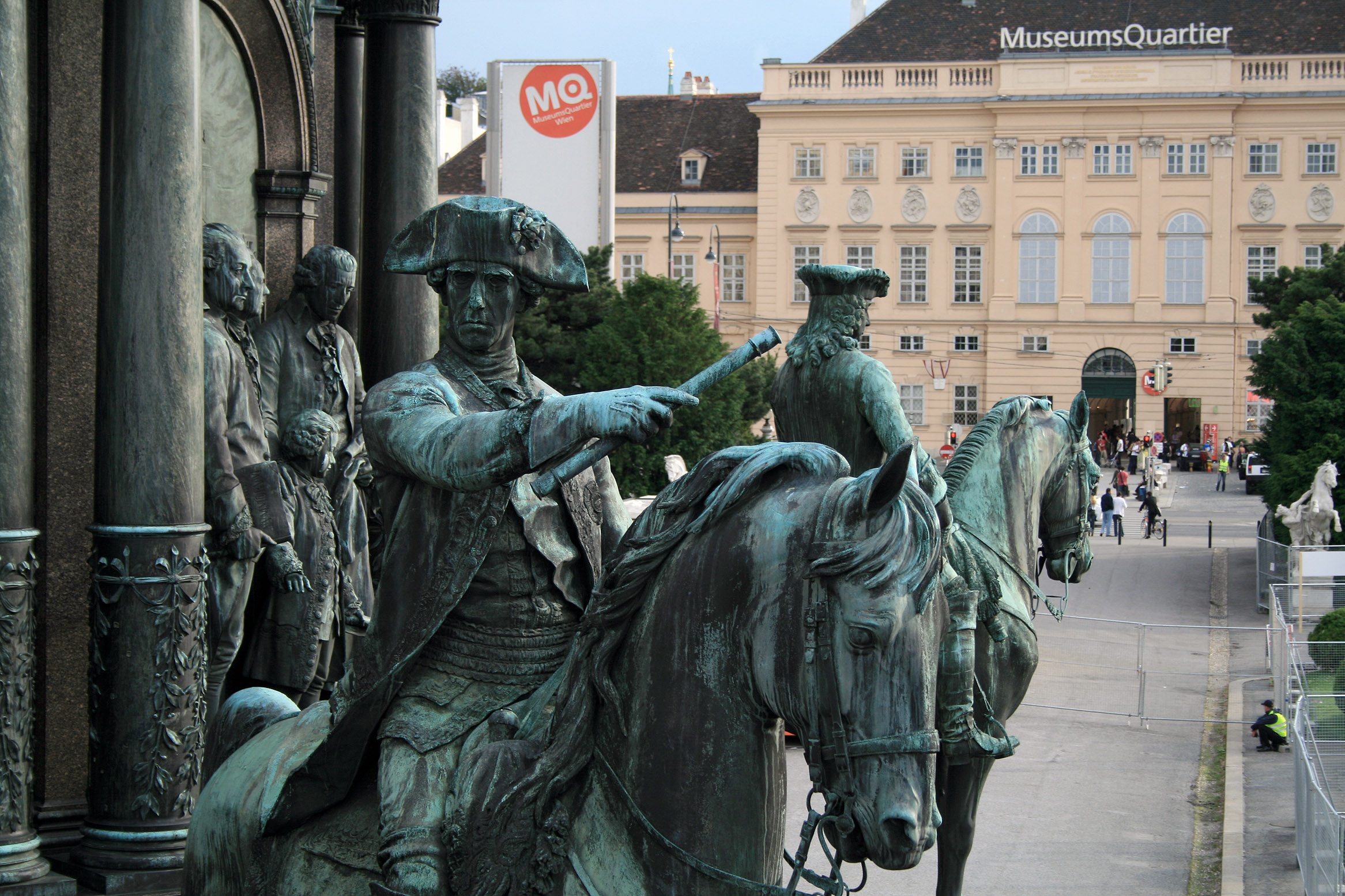
Gédéon Ernst von Laudon
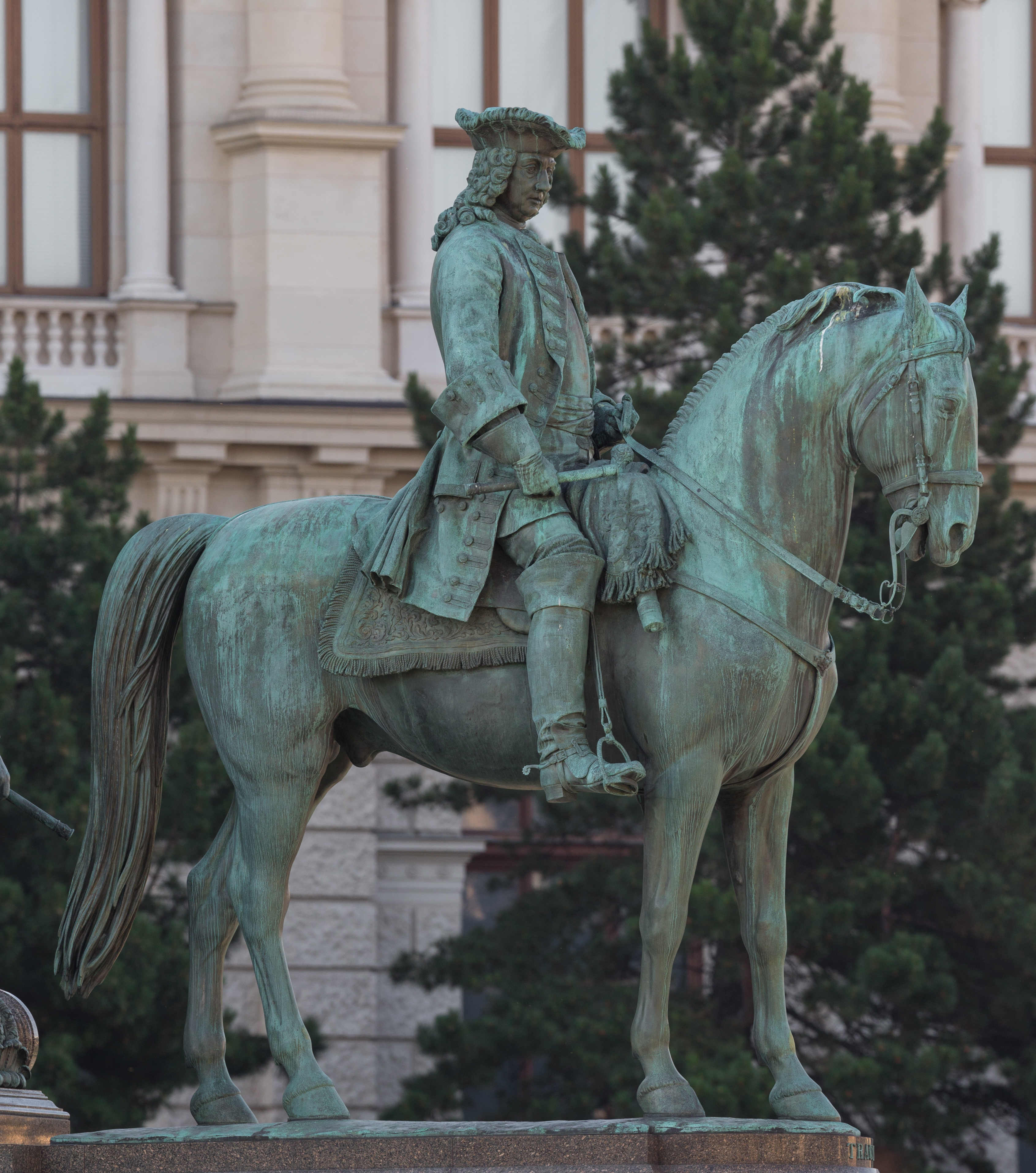
Otto Ferdinand d'Abensperg et Traun

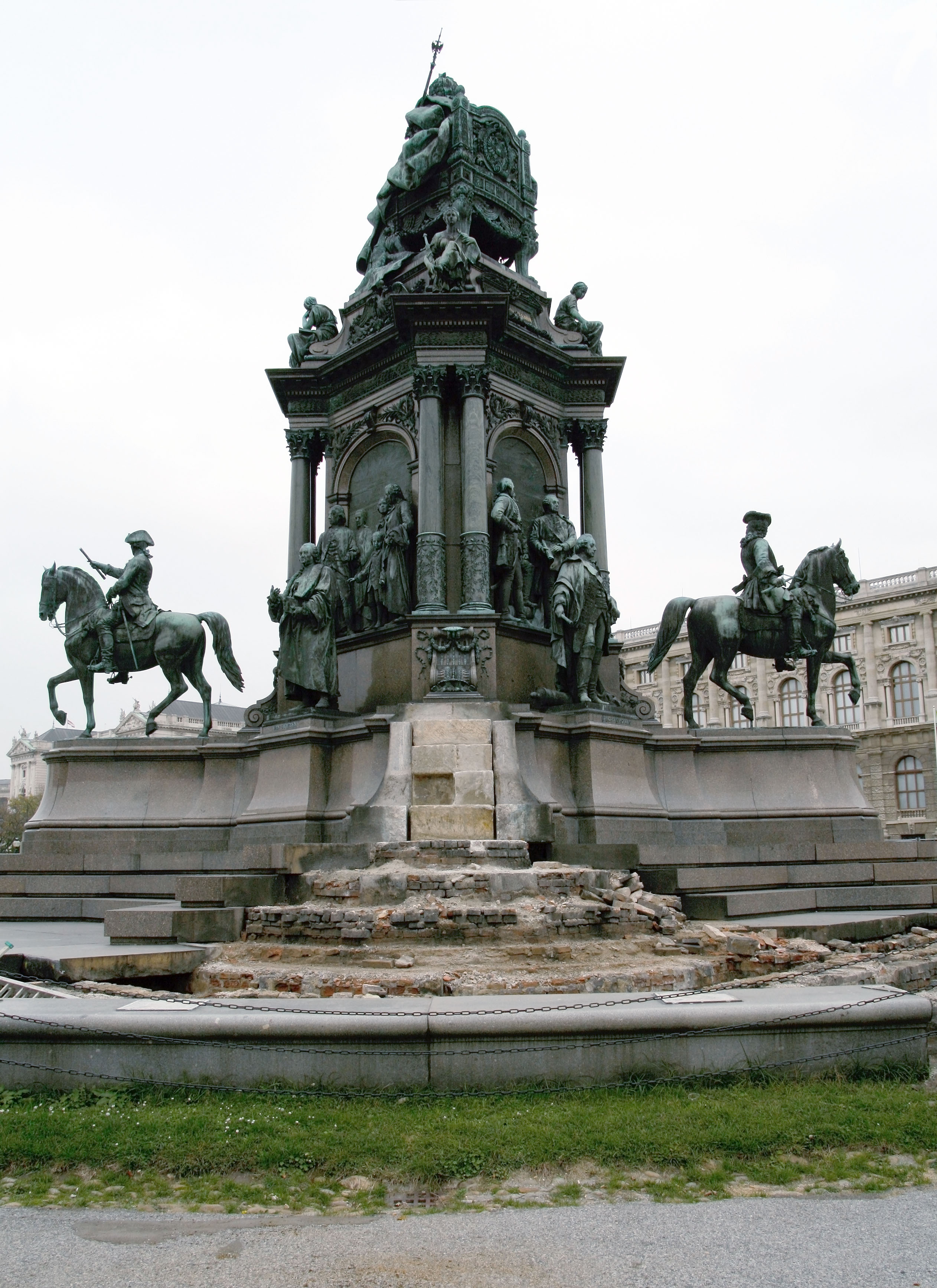
Base ouverte lors de rénovation (2008)

Le monument a été entièrement rénové en octobre 2008. Dans un premier temps, le soubassement, son revêtement en granit et la fondation ont été restaurés. Durant les travaux, une grande voûte en briques d'environ 600 m² a été découverte comme structure porteuse, semblable aux éléments de construction déjà connus parmi les statues équestres de la Heldenplatz. Dans un deuxième temps, la rénovation des surfaces en pierre et en métal a été achevée fin 2013.

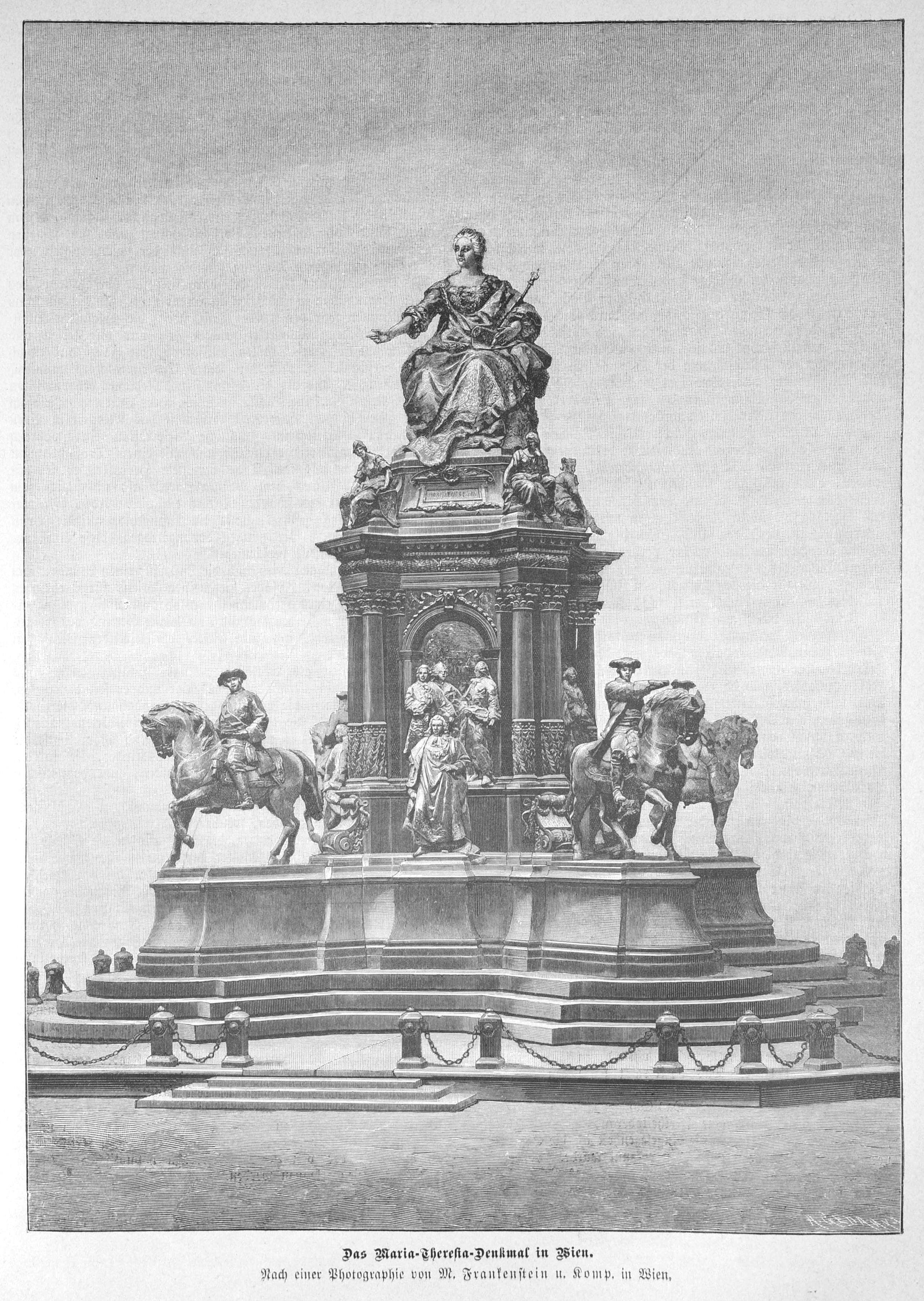
Le monument 1888

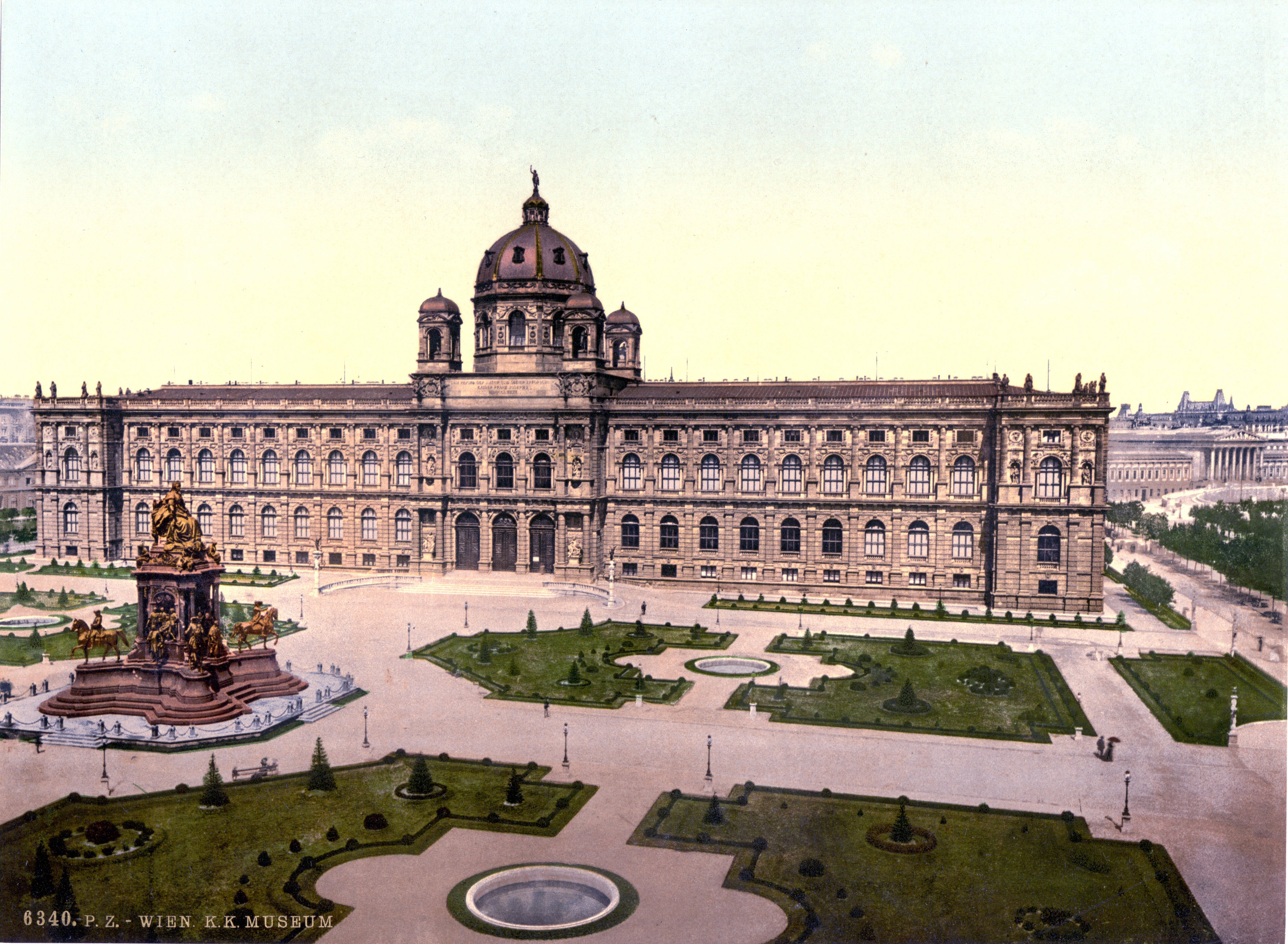
Place Marie-Thérèse vers 1900

Pour l'inauguration du monument, marquant le 171ème anniversaire de l'Impératrice, une grande cérémonie a eu lieu le 13 mai 1888. Une loge impériale a été érigée sous un chapiteau devant le monument, dans laquelle toute la famille impériale a participé à la cérémonie. L'archevêque de Vienne, le cardinal Cölestin Josef Ganglbauer, a célébré un Te Deum solennel avec 20 autres évêques, des généraux étaient présents en tuniques blanches avec des rubans de médailles et les militaires ont sécurisé les lieux. Lors de l’inauguration du monument, toutes les cloches des églises de Vienne ont sonné.

L'impératrice Elisabeth a participé à la cérémonie à l'âge de 51 ans et a écrit un poème à ce sujet qui n'a été publié que des décennies plus tard. Elle a considéré l’événement d’un œil très critique, comme le montrent les citations suivantes.

« Welch’ grosse Ehren kann man doch / Durch Ahnen sich verdienen. »

« Bei Gott, was soll aus dem Gewühl / Aus Habsburgsprossen werden? / Aus diesem teuren Ornament / Das jedes Land belastet (…) »

Le 14 mai 1888, le quotidien viennois Neue Freie Presse rend compte en détail de la cérémonie extraordinaire et de la satisfaction du couple impérial à l'égard du monument, mais note également que le présent de l'État n'est pas aussi glorieux que les siècles passés. Les problèmes actuels d'égalité des droits pour les nationalités de Cisleithanie ont été cités comme exemples de discussions politiques.
A l'occasion de l'inauguration du monument en 1888, cette partie du Forum impérial fut nommée Place Marie-Thérèse.